# Округ Лабок (Тексас)
Округ Лабок (енгл. Lubbock County) је округ у америчкој савезној држави Тексас. По попису из 2010. године број становника је 278.831.

## Демографија
Према попису становништва из 2010. у округу је живело 278.831 становника, што је 36.203 (14,9%) становника више него 2000. године.
| Група             | 2000.           | 2010.           |
| Белци             | 151.705 (62,5%) | 159.815 (57,3%) |
| Афроамериканци    | 18.602 (7,7%)   | 20.952 (7,5%)   |
| Азијати           | 3.168 (1,3%)    | 5.753 (2,1%)    |
| Хиспаноамериканци | 66.609 (27,5%)  | 88.924 (31,9%)  |
| Укупно            | 242.628         | 278.831         |